# Copa Libertadores 1983
W dwudziestej czwartej edycji Copa Libertadores udział wzięło 21 klubów reprezentujących wszystkie kraje zrzeszone w CONMEBOL. Każde z 10 państw wystawiło po 2 kluby, nie licząc broniącego tytułu urugwajskiego klubu CA Peñarol, który awansował do półfinału bez gry.
Peñarol nie zdołał obronić tytułu, choć zdołał drugi raz z rzędu dotrzeć do finału, gdzie przegrał z brazylijskim klubem Grêmio Porto Alegre.
W pierwszym etapie 20 klubów podzielono na 5 grup po 4 drużyny. Z każdej grupy do następnej rundy awansował tylko zwycięzca. Jako szósty klub do półfinału awansował broniący tytułu Peñarol.
W następnej, półfinałowej rundzie, 6 klubów podzielono na 2 grupy liczące po 3 drużyny. Do finału awansowali zwycięzcy obu grup.
W tej edycji Pucharu Wyzwolicieli, choć wygrała drużyna z Brazylii, dominowała trójka klubów Urugwajskich: Peñarol, Club Nacional de Football i Montevideo Wanderers. Zaskakująco słabo natomiast wypadła paragwajska drużyna Club Olimpia.

## 1/4 finału

### Grupa 1Argentyna,Chile
| 16.03 Estudiantes La Plata – Ferro Carril Oeste 0:0                                                                   |
| 16.03 CSD Colo-Colo – CD Cobreloa 2:1 - Leonel Herrera, Cristián Saavedra – Jorge Luis Siviero                        |
| 05.04 CSD Colo-Colo – Ferro Carril Oeste 1:0 - Alfonso Neculñir                                                       |
| 05.04 CD Cobreloa – Estudiantes La Plata 3:0 - Washington Olivera (2), Juan Carlos Letelier                           |
| 08.04 CSD Colo-Colo – Estudiantes La Plata 1:0 - Alejandro Manuel Hisis                                               |
| 08.04 CD Cobreloa – Ferro Carril Oeste 2:1 - Víctor Merello (2) – Alberto José Márcico                                |
| 12.04 Estudiantes La Plata – CSD Colo-Colo 4:1 - Hugo Ernesto Gottardi (2), Guillermo José Trama (2) – Carlos Caszely |
| 16.04 Ferro Carril Oeste – CSD Colo-Colo 1:0 - Claudio Crocco                                                         |
| 13.05 Ferro Carril Oeste – CD Cobreloa 1:0 - Héctor Cúper                                                             |
| 19.05 Estudiantes La Plata – CD Cobreloa 2:0 - Guillermo José Trama, Rubén Agüero                                     |
| 08.06 CD Cobreloa – CSD Colo-Colo 2:0 - Jorge Luis Siviero, Juan Carlos Letelier                                      |
| 08.06 Ferro Carril Oeste – Estudiantes La Plata 1:2 - Esteban Fernando González – Sergio Gurrieri (2)                 |

| Klub                 | Mecze | Zw | Rem | Por | Pkt | BrZd | BrStr |
| -------------------- | ----- | -- | --- | --- | --- | ---- | ----- |
| Estudiantes La Plata | 6     | 3  | 1   | 2   | 7   | 8    | 6     |
| CD Cobreloa          | 6     | 3  | 0   | 3   | 6   | 8    | 6     |
| CSD Colo-Colo        | 6     | 3  | 0   | 3   | 6   | 5    | 8     |
| Ferro Carril Oeste   | 6     | 2  | 1   | 3   | 5   | 4    | 5     |

### Grupa 2Boliwia,Brazylia
| 04.03 Grêmio Porto Alegre – CR Flamengo 1:1 - Hugo de León – Baltazar                                       |
| 13.03 Club Bolívar – Club Blooming 6:0 - Fernando Salinas (3), Silva, Erwin Romero, Figueroa                |
| 22.03 Club Blooming – Grêmio Porto Alegre 0:2 - Tita, Renato Gaúcho                                         |
| 25.03 Club Bolívar – Grêmio Porto Alegre 1:2 - Navarro – Osvaldo, China                                     |
| 05.04 Club Blooming – CR Flamengo 0:0                                                                       |
| 08.04 Club Bolívar – CR Flamengo 3:1 - Navarro, Fernando Salinas, Carlos Fernando Borja – Edson             |
| 15.04 Club Blooming – Club Bolívar 3:0 - Fernando Reveliz, Gastón Alberto Taborga, Silvio Edmundo Rojas     |
| 22.04 CR Flamengo – Club Blooming 7:1 - Zico (3), Robertinho (2), Elder, Baltazar – Juan Carlos Sánchez     |
| 26.04 Grêmio Porto Alegre – Club Blooming 2:0 - Caio, Osvaldo                                               |
| 31.05 Grêmio Porto Alegre – Club Bolívar 3:1 - Tita (2), Tonho – Silva                                      |
| 03.06 CR Flamengo – Club Bolívar 5:2 - Julio César Barbosa, Adílio, Robertinho, Elder, Baltazar – Silva (2) |
| 06.06 CR Flamengo – Grêmio Porto Alegre 1:3 - Elder – Tita, Caio, Osvaldo                                   |

| Klub                | Mecze | Zw | Rem | Por | Pkt | BrZd | BrStr |
| ------------------- | ----- | -- | --- | --- | --- | ---- | ----- |
| Grêmio Porto Alegre | 6     | 5  | 1   | 0   | 11  | 13   | 4     |
| CR Flamengo         | 6     | 2  | 2   | 2   | 6   | 15   | 10    |
| Club Bolívar        | 6     | 2  | 0   | 4   | 4   | 13   | 14    |
| Club Blooming       | 6     | 1  | 1   | 4   | 3   | 4    | 17    |

### Grupa 3Kolumbia,Peru
| 12.03 Universitario de Deportes – Alianza Lima 0:0                                                             |
| 16.03 América Cali – Deportes Tolima 1:1 - Willington Ortiz – Martínez                                         |
| 20.03 Universitario de Deportes – Deportes Tolima 2:2 - Eduardo Rey Muñoz, Rodolfo Chavarry – Porté, Echeverry |
| 23.03 Alianza Lima – Deportes Tolima 0:1 - Pedro Belber s                                                      |
| 27.03 Alianza Lima – América Cali 1:2 - Raúl Mejía – Willington Ortiz (2)                                      |
| 30.03 Universitario de Deportes – América Cali 1:1 - Samuel Eugenio – Anthony William De Avila                 |
| 13.04 Alianza Lima – Universitario de Deportes 2:1 - Juan Illescas, José Manuel Velásquez – Juan José Oré      |
| 13.04 Deportes Tolima – América Cali 0:2 - Daniel Edgardo Teglia, Anthony William De Avila                     |
| 24.04 América Cali – Universitario de Deportes 2:0 - Anthony William De Avila, Juan Caicedo                    |
| 24.04 Deportes Tolima – Alianza Lima 0:0                                                                       |
| 27.04 América Cali – Alianza Lima 2:0 - Humberto Sierra, Víctor Lugo                                           |
| 27.04 Deportes Tolima – Universitario de Deportes 1:1 - Vilarete – Germán Leguía                               |

| Klub                      | Mecze | Zw | Rem | Por | Pkt | BrZd | BrStr |
| ------------------------- | ----- | -- | --- | --- | --- | ---- | ----- |
| América Cali              | 6     | 4  | 2   | 0   | 10  | 10   | 3     |
| Deportes Tolima           | 6     | 1  | 4   | 1   | 6   | 5    | 6     |
| Universitario de Deportes | 6     | 0  | 4   | 2   | 4   | 5    | 8     |
| Alianza Lima              | 6     | 1  | 2   | 3   | 4   | 3    | 6     |

### Grupa 4Ekwador,Wenezuela
| 27.03 Atlético San Cristóbal – Táchira San Cristóbal 2:0 - Gaby Barreiro, De Souza                                                  |
| 27.03 CD El Nacional – Barcelona SC 3:1 - Gonzalo Cajas, Fabián Paz y Miño, Fernando Baldeón – Luis Ordóñez                         |
| 04.04 Atlético San Cristóbal – Barcelona SC 2:0 - Gaby Barreiro, Carlos Maldonado                                                   |
| 10.04 Táchira San Cristóbal – Barcelona SC 1:1 - Méndez – Galo Fidean Vásquez                                                       |
| 13.04 Táchira San Cristóbal – CD El Nacional 0:0                                                                                    |
| 17.04 Atlético San Cristóbal – CD El Nacional 1:0 - F. Campos                                                                       |
| 24.04 Barcelona SC – CD El Nacional 2:0 - Ricardo Enrique Armendáriz, Paulo César Evangelista                                       |
| 24.04 Táchira San Cristóbal – Atlético San Cristóbal 0:0                                                                            |
| 08.05 Barcelona SC – Atlético San Cristóbal 3:3 - Galo Fidean Vásquez (2), Paulo César Evangelista – De Souza, Brito, Gaby Barreiro |
| 08.05 CD El Nacional – Táchira San Cristóbal 3:0 - Carlos René Ron, Gonzalo Cajas, José Villafuerte                                 |
| 11.05 Barcelona SC – Táchira San Cristóbal – mecz nie został rozegrany z powodu ulewy                                               |
| 11.05 CD El Nacional – Atlético San Cristóbal 1:0 - Luis Augusto Granda                                                             |

| Klub                   | Mecze | Zw | Rem | Por | Pkt | BrZd | BrStr |
| ---------------------- | ----- | -- | --- | --- | --- | ---- | ----- |
| Atlético San Cristóbal | 6     | 3  | 2   | 1   | 8   | 8    | 4     |
| CD El Nacional         | 6     | 3  | 1   | 2   | 7   | 7    | 4     |
| Barcelona SC           | 5     | 1  | 2   | 2   | 4   | 7    | 9     |
| Táchira San Cristóbal  | 5     | 0  | 3   | 2   | 3   | 1    | 6     |

### Grupa 5Paragwaj,Urugwaj
| 06.04 Club Olimpia – Club Nacional 1:2 - Eduardo Ortiz – Félix Torres, Máximo Almada                                                      |
| 06.04 Club Nacional de Football – Montevideo Wanderers 1:1 - N. González – Carlos Melián                                                  |
| 12.04 Montevideo Wanderers – Club Nacional 3:1 - Luis Alberto Acosta (2), Enzo Francescoli – Alberto Benítez                              |
| 15.04 Club Nacional de Football – Club Nacional 4:2 - Wilmar Rubens Cabrera (2), Roberto Arsenio Luzardo (2) – Carlos Báez, Máximo Almada |
| 20.04 Club Olimpia – Club Nacional de Football 0:1 - Antonio Alzamendi                                                                    |
| 27.04 Club Nacional – Club Olimpia 0:0 |
| 27.04 Montevideo Wanderers – Club Nacional de Football 1:0 - Jorge Cabrera                                                                |
| 03.05 Club Nacional – Montevideo Wanderers 1:1 - Nery Ferreira – Luis Alberto Acosta                                                      |
| 06.05 Club Olimpia – Montevideo Wanderers 2:3 - Adriano Samaniego, Rogelio Delgado – Arias, Luis Alberto Acosta, Daniel Carreño           |
| 11.05 Club Nacional – Club Nacional de Football 0:3 - Francisco Carmona s, Miguel Ángel Brindisi, Roberto Arsenio Luzardo                 |
| 18.05 Montevideo Wanderers – Club Olimpia 0:0                                                                                             |
| 23.05 Club Nacional de Football – Club Olimpia 3:0 - Wilmar Rubens Cabrera (2), Carlos Alberto Aguilera                                   |

- z powodu równej liczby punktów rozegrano mecz o pierwsze miejsce

| 26.05 Club Nacional de Football – Montevideo Wanderers 2:0 - Roberto Arsenio Luzardo, Carlos Alberto Aguilera |

| Klub                      | Mecze | Zw | Rem | Por | Pkt | BrZd | BrStr |
| ------------------------- | ----- | -- | --- | --- | --- | ---- | ----- |
| Club Nacional de Football | 6     | 4  | 1   | 1   | 9   | 12   | 4     |
| Montevideo Wanderers      | 6     | 3  | 3   | 0   | 9   | 9    | 5     |
| Club Nacional             | 6     | 1  | 2   | 3   | 4   | 6    | 12    |
| Club Olimpia              | 6     | 0  | 2   | 4   | 2   | 3    | 9     |

### Obrońca tytułu
| CA Peñarol jako obrońca tytułu awansował do 1/2 finału bez gry |

## 1/2 finału

### Grupa 1
| 21.06 Grêmio Porto Alegre – Estudiantes La Plata 2:1 - Osvaldo, Tarciso – Sergio Gurrieri                                      |
| 24.06 América Cali – Grêmio Porto Alegre 1:0 - Sabino Gerardo González Aquino                                                  |
| 01.07 Estudiantes La Plata – América Cali 2:0 - Marcelo Antonio Trobbiani, Sergio Gurrieri                                     |
| 05.07 Grêmio Porto Alegre – América Cali 2:1 - Caio, Osvaldo – Juan Manuel Battaglia                                           |
| 08.07 Estudiantes La Plata – Grêmio Porto Alegre 3:3 - Sergio Gurrieri (2), Miguel Ángel Russo – Osvaldo, César, Renato Gaúcho |
| 15.07 América Cali – Estudiantes La Plata 0:0                                                                                  |

| Klub                 | Mecze | Zw | Rem | Por | Pkt | BrZd | BrStr |
| -------------------- | ----- | -- | --- | --- | --- | ---- | ----- |
| Grêmio Porto Alegre  | 4     | 2  | 1   | 1   | 5   | 7    | 6     |
| Estudiantes La Plata | 4     | 1  | 2   | 1   | 4   | 6    | 5     |
| América Cali         | 4     | 1  | 1   | 2   | 3   | 2    | 4     |

### Grupa 2
| 19.06 Atlético San Cristóbal – CA Peñarol 0:0 |
| 26.06 Atlético San Cristóbal – Club Nacional de Football 1:2 - Barboza – Washington González, Wilmar Rubens Cabrera                              |
| 05.07 CA Peñarol – Club Nacional de Football 2:0 - Víctor Hugo Diogo, Walkir Silva                                                               |
| 08.07 Club Nacional de Football – Atlético San Cristóbal 5:1 - Roberto Arsenio Luzardo (3), Washington González, Wilmar Rubens Cabrera – Chessio |
| 12.07 CA Peñarol – Atlético San Cristóbal 1:0 - Venancio Ramos                                                                                   |
| 15.07 Club Nacional de Football – CA Peñarol 1:2 - Roberto Arsenio Luzardo – José Luis Zalazar, Óscar Aguirregaray s                             |

| Klub                      | Mecze | Zw | Rem | Por | Pkt | BrZd | BrStr |
| ------------------------- | ----- | -- | --- | --- | --- | ---- | ----- |
| CA Peñarol                | 4     | 3  | 1   | 0   | 7   | 5    | 1     |
| Club Nacional de Football | 4     | 2  | 0   | 2   | 4   | 8    | 6     |
| Atlético San Cristóbal    | 4     | 0  | 1   | 3   | 1   | 2    | 8     |

## FINAŁ
| CA Peñarol – Grêmio Porto Alegre 1:1 i 1:2 |
| 22 lipca 1983 Montevideo Estadio Centenario (70 000) CA Peñarol – Grêmio Porto Alegre 1:1 (0:0) Sędzia: Teodoro Nitti (Argentyna) Bramki: 0:1 Tita 60, 1:1 Fernando Morena 70 Club Atlético Peñarol: Gustavo Fernández – Walter Olivera, Nelson Gutiérrez, Néstor Montelongo, Víctor Hugo Diogo, Miguel Bossio, Walkir Silva (Julio Villarreal), Mario Saralegui, Fernando Morena, José Luis Zalazar, Venancio Ramos. Grêmio Foot-Ball Porto Alegrense: Mazaropi – Baidek, Hugo de León, Paulo Roberto, China, Casemiro, Renato Gaúcho, Osvaldo, Caio (César), Tita, Tarciso. |
| 28 lipca 1983 Porto Alegre Estádio Olímpico Monumental (80 000) Grêmio Porto Alegre – CA Peñarol 2:1 (1:0) Sędzia: Edison Pérez (Peru) Bramki: 1:0 Caio 10, 1:1 Fernando Morena 70, 2:1 César 76 Grêmio Foot-Ball Porto Alegrense: Mazaropi – Baidek, Hugo de León, Paulo Roberto, China, Casemiro, Renato Gaúcho, Osvaldo, Caio (César), Tita, Tarciso. Club Atlético Peñarol: Gustavo Fernández – Walter Olivera, Nelson Gutiérrez, Néstor Montelongo, Víctor Hugo Diogo, Miguel Bossio, Walkir Silva, Mario Saralegui, Fernando Morena, José Luis Zalazar, Venancio Ramos. |

## Klasyfikacja
Poniższa tabela ma charakter statystyczny. O kolejności decyduje na pierwszym miejscu osiągnięty etap rozgrywek, a dopiero potem dorobek bramkowo-punktowy. W przypadku klubów, które odpadły w rozgrywkach grupowych o kolejności decyduje najpierw miejsce w tabeli grupy, a dopiero potem liczba zdobytych punktów i bilans bramkowy.
| Poz                                                                     | Klub                      | Mecze | Zw | Rem | Por | Pkt | BrZd | BrStr |
| ----------------------------------------------------------------------- | ------------------------- | ----- | -- | --- | --- | --- | ---- | ----- |
| 1                                                                       | Grêmio Porto Alegre       | 12    | 8  | 3   | 1   | 19  | 23   | 12    |
| 2                                                                       | CA Peñarol                | 6     | 3  | 2   | 1   | 8   | 7    | 4     |
| 3                                                                       | Club Nacional de Football | 11    | 7  | 1   | 3   | 15  | 22   | 10    |
| 4                                                                       | Estudiantes La Plata      | 10    | 4  | 3   | 3   | 11  | 14   | 11    |
| 5                                                                       | América Cali              | 10    | 5  | 3   | 2   | 13  | 12   | 7     |
| 6                                                                       | Atlético San Cristóbal    | 10    | 3  | 3   | 4   | 9   | 10   | 12    |
| 7                                                                       | Montevideo Wanderers      | 7     | 3  | 3   | 1   | 9   | 9    | 7     |
| 8                                                                       | CD El Nacional            | 6     | 3  | 1   | 2   | 7   | 7    | 4     |
| 9                                                                       | CR Flamengo               | 6     | 2  | 2   | 2   | 6   | 15   | 10    |
| 10                                                                      | Deportes Tolima           | 6     | 1  | 4   | 1   | 6   | 5    | 6     |
| 11                                                                      | CD Cobreloa               | 6     | 3  | 0   | 3   | 6   | 8    | 6     |
| 12                                                                      | CSD Colo-Colo             | 6     | 3  | 0   | 3   | 6   | 5    | 8     |
| 13                                                                      | Club Bolívar              | 6     | 2  | 0   | 4   | 4   | 13   | 14    |
| 14                                                                      | Barcelona SC              | 5     | 1  | 2   | 2   | 4   | 7    | 9     |
| 15                                                                      | Universitario de Deportes | 6     | 0  | 4   | 2   | 4   | 5    | 8     |
| 16                                                                      | Club Nacional             | 6     | 1  | 2   | 3   | 4   | 6    | 12    |
| 17                                                                      | Ferro Carril Oeste        | 6     | 2  | 1   | 3   | 5   | 4    | 5     |
| 18                                                                      | Alianza Lima              | 6     | 1  | 2   | 3   | 4   | 3    | 6     |
| 19                                                                      | Táchira San Cristóbal     | 5     | 0  | 3   | 2   | 3   | 1    | 6     |
| 20                                                                      | Club Blooming             | 6     | 1  | 1   | 4   | 3   | 4    | 17    |
| 21                                                                      | Club Olimpia              | 6     | 0  | 2   | 4   | 2   | 3    | 9     |
| Podsumowanie: 74 mecze, w tym 21 remisów, 183 bramki – 2.47 bramki/mecz |                           |       |    |     |     |     |      |       |